# Emil Alba
Emil Alba, född 30 september 1997 i Stockholm, är en svensk professionell ishockeyspelare som spelar för Färjestad BK i SHL. Hans moderklubb är Ekerö IK. 
Emil Alba är son till den före detta svenska mästaren Mats Alba, som tog SM-Guld med AIK säsongen 1983-84.